# Kenneth Higgins
Kenneth Higgins (* 26. Dezember 1919 in London; † 22. Januar 2008 auf der Isle of Wight) war ein britischer Kameramann.

## Leben
Higgins Tätigkeit beim Film begann bei einer auf Dokumentarfilme spezialisierten Gesellschaft. Auch während seiner Militärzeit im Zweiten Weltkrieg war er als Kameramann tätig. Über das Fernsehen, für das er ab Beginn der 1950er Jahre tätig war, fand Higgins zum Kino und war dort ab 1963 als Chefkameramann eingesetzt. Schon kurz darauf erhielt er für seine Kameraführung bei Georgy Girl eine Nominierung für den Oscar für die beste Kamera. Mit seinen weiteren Filmen konnte er nicht mehr an diesen Erfolg anknüpfen.

## Filmografie (Auswahl)
- 1964: Versuch’s mal auf französisch (French Dressing)
- 1965: Darling
- 1966: Georgy Girl
- 1966: Der Spion mit der kalten Nase (The Spy with a Cold Nose)
- 1967: Der Fremde im Haus (Stranger in the House)
- 1967: Salz und Pfeffer (Salt and Pepper)
- 1968: Das Millionending (Hot Millions)
- 1968: Gestatten, das sind meine Kohlen! (Midas Run)
- 1969: Zwei Kerle aus Granit (You Can’t Win ’Em All)
- 1970: Julius Caesar
- 1977: Rendezvous mit dem Tod (Golden Rendezvous)